# Wulfric de Haselbury
Pour les articles homonymes, voir Wulfric.
Wulfric de Haselbury est un anachorète anglais né vers 1090 et mort le 20 février 1154 (ou peut-être 1155). Après sa mort, il est considéré comme saint et fêté le 20 février.

## Biographie
La vie de Wulfric est principalement connue grâce à l'hagiographie que lui a consacré le moine John de Forde vers 1184. D'après ce texte, Wulfric est né vers 1090 à Compton Martin, dans le Somerset. Après avoir été ordonné prêtre, il reçoit la charge de l'église de Deverill, près de Warminster dans le Wiltshire. Il consacre le plus clair de son temps à la chasse et à la fauconnerie jusqu'au jour où une rencontre avec un mendiant le convainc d'adopter une vie plus austère,.
Rappelé à Compton Martin par William FitzWalter, le seigneur de la ville, il reçoit en 1125 son autorisation de se faire anachorète dans le village de Haselbury Plucknett, où il passe le reste de ses jours en ascète, reclus dans une cellule adossée à l'église paroissiale. Il se livre à de nombreuses pénitences, qui vont du jeûne et des longues veillées au port d'un lourd haubert de mailles et de fréquents bains d'eau glacée,.
Durant ses vingt-neuf années à Haselbury, Wulfric acquiert une réputation de faiseur de miracles et de prophète qui monte jusqu'aux plus hautes sphères du pouvoir, puisqu'il reçoit dans sa cellule les rois anglais Henri Ier et Étienne de Blois. Il aurait prédit la mort du premier et l'avènement du second, ainsi que les troubles de la guerre civile et l'échec de la deuxième croisade. Il meurt le 20 février 1154, ou moins vraisemblablement en 1155,.

## Culte
À la mort de Wulfric, deux abbayes se disputent le droit d'accueillir sa dépouille : le prieuré de Montacute et l'abbaye de Forde. En fin de compte, son disciple Osbern obtient que le vœu de son défunt maître soit respecté et qu'il soit inhumé en sa cellule, à Haselbury. Sa tombe devient progressivement un lieu de pèlerinage populaire, cité dans les chroniques de Jean de Worcester, Henri de Huntingdon, Roger de Wendover et Matthieu Paris. Elle est encore mentionnée au XVIIe siècle par le jésuite John Gerard,.